# Одолена Вода
Одолена Вода (чеш. Odolena Voda) град је у Чешкој Републици. Град се налази у управној јединици Средњочешки крај, у оквиру којег припада округу Праг-исток.

## Становништво
Према подацима о броју становника из 2014. године град је имао 5.622 становника.